# Hans Stenberg
Hans Gösta Stenberg, född 3 juli 1953 i Sköns församling i Västernorrlands län, död 27 augusti 2016 i Njurunda distrikt i Västernorrlands län, var en svensk politiker (socialdemokrat), som var riksdagsledamot 1991–2010.
I riksdagen var han ledamot i lagutskottet 1993–1994 (dessförinnan suppleant sedan 1991) och ledamot i trafikutskottet 1994–2010. Stenberg var invald i riksdagen för Västernorrlands läns valkrets.
Han var rörmontör till yrket.